# Čang Ťü-čeng
Čang Ťü-čeng (čínsky pchin-jinem Zhāng Jūzhèng, znaky zjednodušené 张居正, tradiční 張居正; 1525 – 9. července 1582) byl mocný velký sekretář za vlády mingských císařů Lung-čchinga a Wan-liho. Roku 1547 složil nejvyšší stupeň úřednických zkoušek a obdržel hodnost ťin-š’. Poté pracoval v akademii Chan-lin, roku 1567 se stal velkým sekretářem císaře Lung-čchinga a po nástupu nového císaře Wan-liho roku 1572 stanul v čele velkých sekretářů.
Během prvních let panování císaře Wan-liho hrál, vzhledem k panovníkově nedospělosti, velmi důležitou roli jako císařův učitel a faktický vládce Číny. Jeho rozhodná zahraniční a ekonomická politika přinesla mingské říši jedno z jejích úspěšných období. Čang Ťü-čeng si pod vlivem mongolských nájezdů z 50. let 16. století stanovil za cíl „obohacovat zemi a posilovat vojsko“, přičemž používal spíše legalistické než konfuciánské metody. Zasloužil se o centralizaci správy, omezil různé výsady, a zrevidoval výjimky z pozemkové daně. Avšak po Čangově smrti roku 1582 bylo mnoho z jeho reforem a politik zrušeno a roku 1584 byla jeho rodina zbavena nahromaděného majetku a bohatství. Rehabilitován byl až o více než půl století později, těsně před pádem dynastie Ming.

## Jména
Čang Ťü-čeng používal zdvořilostní jméno Šu-ta (čínsky pchin-jinem Shūdà, znaky 叔大), pseudonym Tchaj-jüe (čínsky pchin-jinem Tàiyuè, znaky 太岳) a byl znám též jako Čang Ťiang-ling (čínsky pchin-jinem Zhāng Jiānglíng, znaky zjednodušené 张江陵, tradiční 張江陵), Čang z Ťiang-lingu.

## Život

### Mládí a počátek kariéry
Čang Ťü-čeng pocházel z okresu Ťiang-ling (v moderní prefektuře Ťing-čou v provincii Chu-pej), narodil se roku 1525. Studoval konfucianismus a úspěšně prošel zkouškovým systémem, roku 1540 složil provinční zkoušky, neuspěl u metropolitních roku 1544, nicméně je složil o tři roky později, stále v neobvykle nízkém věku, uspěl i u palácových zkoušek a obdržel hodnost ťin-š’. Poté nastoupil v akademii Chan-lin. Roku 1554 rezignoval pro nemoc. Do služby se vrátil po šesti letech, tentokrát na ředitelství vzdělávání (resp. císařskou univerzitu) a pak opět do akademie Chan-lin. Nikdy nezastával úřad mimo Peking.
Začátkem roku 1567 zemřel císař Ťia-ťing. Tehdejší první velký sekretář Sü Ťie (který podporoval jeho kariéru od konce 40. let) přizval Čang Ťü-čenga, tehdy chanlinského akademika, k sestavení Ťia-ťingova posledního ediktu, „politické závěti“, zveřejněné den po panovníkově smrti a zorganizoval nástup na trůn císařova syna Lung-čchinga. Zanedlouho Čang povýšil na velkého sekretáře. Během vlády Lung-čchinga Čangův vliv rostl a roku 1572, vzápětí po úmrtí Lung-čchinga a nástupu Lung-čchingova syna Wan-liho na císařský trůn se eunuchovi Feng Paovi, vedoucímu ředitelství obřadů (s’-li-ťien tchaj-ťien, 司禮監太監), ve spolupráci s Čang Ťü-čengem podařilo sesadit tehdejšího prvního velkého sekretáře Kao Kunga (záminkou byla Kao Kungova neuctivá poznámka k císaři). V čele sekretariátu poté stanul Čang Ťü-čeng.

### V čele vlády
Čang Ťü-čeng u moci zůstal deset let, do své smrti roku 1582. Při svém vládnutí mohl počítat s podporu eunuchů, zejména Feng Paoa, a císařovy matky císařovny vdovy Li, vykonávající funkci regentky. Své kolegy ve velkém sekretariátu si tudíž mohl vybrat sám; neformálně si podřídil i ministerstvo obřadů a kontrolní úřad, své stoupence jmenoval do řady významných postů v centrálních úřadech i regionech; byli to vesměs muži iniciativní a energičtí. Pomocí těchto opatření získal rozhodující slovo ve vládě, třebaže z titulu své funkce neměl pravomoc něco nařizovat nebo vyžadovat a příkazy nebo instrukce mohl vydávat pouze jménem císaře anebo neformálně.
Pokoušel se zvýšit sílu centrální vlády a roli císaře na úkor lokálních zájmů prostřednictvím zefektivnění administrativy a posílení armády. Svůj vliv na kontrolní úřad využil na utužení disciplíny byrokracie, přičemž se snažil odvrátit kontrolní úředníky od vzájemných půtek a obrátit je na kontrolu výběru daní a potlačování banditů. K hodnocení výkonů administrativy se sestavovaly měsíční a pololetní tabulky okresů a prefektur podle míry úspěšnosti v obojím. V letech 1572–1582 tak efektivita mingské státní správy dosáhla vrcholu jinak obvyklého pouze v počátcích říše.

#### Ideologické spory
V kontrastu k soustředění se na vnitřní sebezdokonalování hlásanému stoupenci učení Wang Jang-minga, Čang předkládal alternativní program, založený na pragmatickém sledování státního zájmu. Za správné měl akce směřující k dobru státu a lidu. Jeho krédem bylo heslo:
| „ | Pokud je to v zájmu státu, udělal bych to bez ohledu na cokoliv. | “ |
| — |                                                                  |   |

Své reformy prezentoval jako návrat ke stavu z počátků dynastie. Zaujal tak výhodnou pozici, protože zákony a ustanovení prvního císaře Chung-wua byly nenapadnutelným zdrojem práva. Obecněji Čang prosazoval názor, že za politický vzor se mají brát novější císařové a vlády, zejména Chung-wu, nikoliv moudří vládci starověku. Toto téma nadnesl i u metropolitních zkoušek roku 1571, v nichž byl hlavním zkoušejícím. Jeho nárok, že hájí zájem říše, nikoliv osobní výhody, ospravedlňoval akce proti těm vzdělancům, kteří se utápěli v debatách o morálce a sebezpytování. Takové měl nikoliv za morální vzory, ale za nezodpovědné lenochy, Vládou nekontrolovaná diskuzní shromáždění opozičně naladěných vzdělanců se proto snažil potlačit. Wang Jang-mingovi stoupenci reagovali odporem a využívali každé příležitosti ke kritice Čangovy vlády.
Čang Ťü-čeng se pohyboval v rámci existující legislativy, přesto jeho kritici jeho akce viděli jako zneužívání moci k povýšení stoupenců a nelegitimní tlak na úředníky. Nicméně otevřená kritika byla ojedinělá, dokud roku 1577 nezemřel jeho otec. Podle zákona měl Čang odejít z úřadu kvůli smutku (padl návrh, aby úřad převzal roku 1568 penzionovaný Sü Ťie), a zažádal o uvolnění u úřadu, čtrnáctiletý císař však rozhodl, že bez něj nemůže obejít a smutek mu zrušil. Oficiálním důvodem Čangovy nepostradatelnosti byla připravovaná císařova svatba; také se však Čangovi straníci, a snad i on, obávali oslabení politických pozic v případě jeho dlouhodobé nepřítomnosti. Císař sice odmítl jeho opakovanou rezignaci, vládla však už tehdy všeobecná shoda, že kdyby Čang opravdu chtěl odejít, tak by k souhlasu panovníka přiměl. Setrvání v úřadě nebylo bez precedentů, nicméně kritika za neúctu k rodičům byla široká. Vycházela z teze, že kdo není věrný syn, nemůže být věrný poddaný; a kdo není schopen řádně vládnout sobě, nemůže vládnout jiným. Přestože nejhlasitější kritici byli potrestáni bitím, Čang Ťü-čengova prestiž byla otřesena. Ve snaze o potlačení opozice poté Čang prosadil mimořádné sebehodnocení všech vysokých úředníků, které mu umožnilo odstranit na půl stovky oponentů.

#### Státní finance

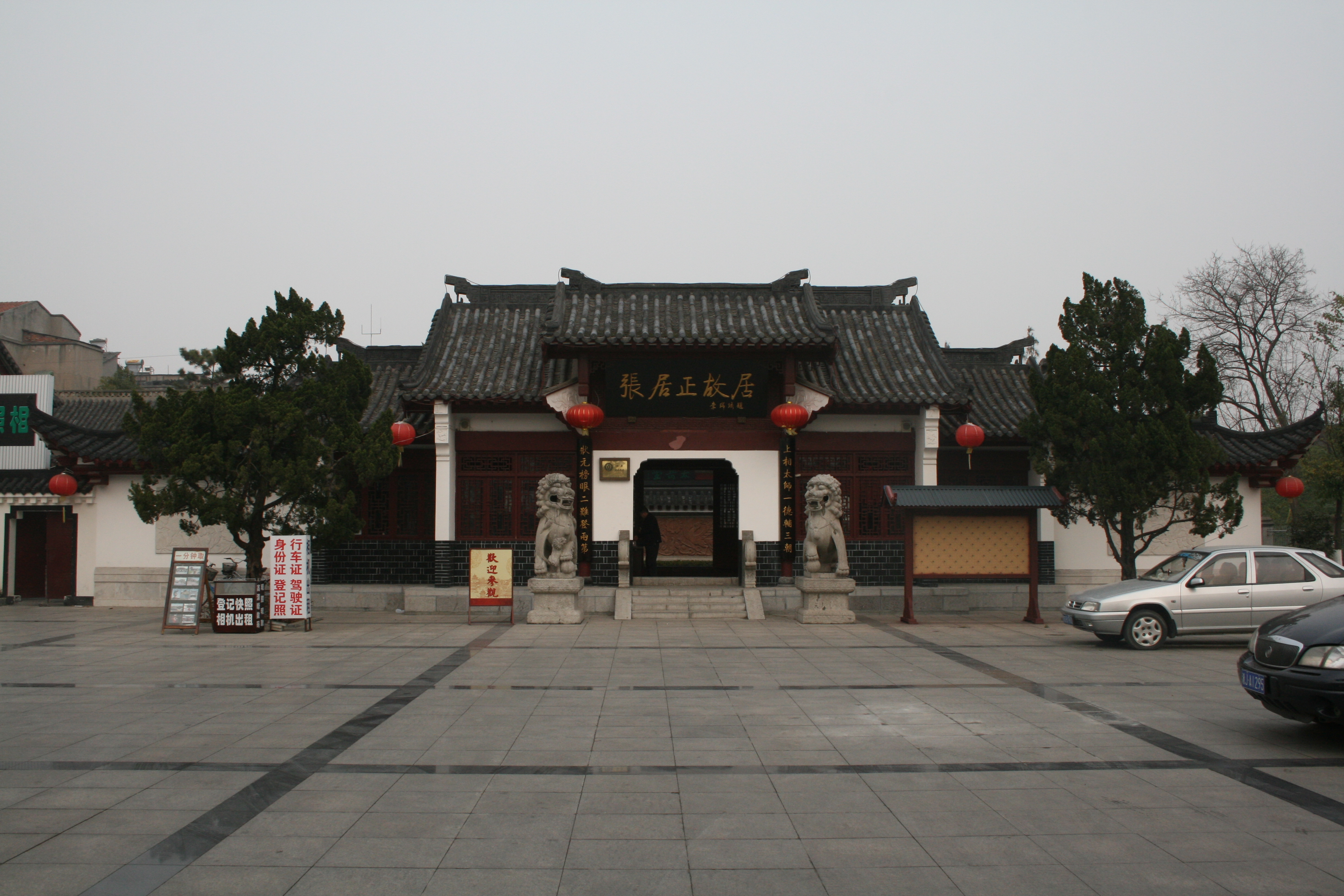
Sídlo Čang Ťü-čengovy rodiny v Ťing-čou

Státní finance byly při nástupu Wan-liho ve zmatku, jak okres od okresu byly naturální daně a povinná robota v rámci takzvané reformy jediného prutu nahrazovány platbami ve stříbře a přidávány různé doplňkové poplatky. Čang Ťü-čeng provedl audit účtů a nařídil úspory. Domácnostem dodávajícím armádě koně byla tato povinnost přeměněna na daň ve stříbře. Od roku 1572 do roku 1579 byly zrevidovány účty okresních úřadů týkající se robot a různých poplatků a příplatků. S publikací revidovaných seznamů povinností, nyní převedených na sjednocenou platbu ve stříbře, byla reforma jediného prutu oficializována po celé říši. V rámci reforem administrativy byly nedůležité činnosti zrušeny nebo omezeny, snížen počet studentů konfucianismu pobírajících státní podporu, provinční úřady vyzvány, aby se obešly jen s třetinou dosavadních požadavků na robotu, ubytovací služby poštovních úřadů omezeny na minimum. Daně přitom zůstaly v původní výši a daňové nedoplatky byly přísně vymáhány. Přebytek příjmů nad výdaji Čang Ťü-čeng hromadil. V 16. století mingský stát obvykle fungoval takřka bez rezerv, ale administrativě Čang Ťü-čenga se úsporami a zlepšením výběru daní podařilo nashromáždit značné sumy: sýpky v okolí metropole měly obilí na devět let potřeby, pokladna Tchaj-čchang ministerstva daní obsahovala 6 milionů liangů (cca 223 tun) stříbra, dvorské ministerstvo císařských stájí další 4 miliony a v Nankingu bylo k dispozici ještě 2,5 milionu. Další menší rezervy měly k dispozici provinční správy v S’-čchuanu, Če-ťiangu a Kuang-si. Přitom neproběhly žádné institucionální změny, Čang Ťü-čeng pouze – pod heslem návratu k pořádku z počátků říše – dokázal zefektivnit stávající procesy.
Ve snaze o zavedení pořádku do výběru pozemkové daně roku 1581 prosadil zpracování nového katastru. Jednalo se o první celostátní vyměření polností od sungské doby. V letech 1581–1582 byla vyměřena pole, vyznačeny jejich hranice, vypočtena velikost, zaznamenáni vlastníci i nájemci, sestaveny katastrální mapy. Kvůli brzké Čangově smrti nedošlo k závěrečné sumarizaci údajů za celou zemi, nicméně na lokální úrovni práce splnila svůj účel, sjednotily se měrné jednotky a zpravidla přinesla zvýšení rozlohy registrovaných polností zahrnutím ploch, které dosud unikaly evidenci. Jeho katastr se stal základem pozdějších zachovaných mingských a čchingských katastrů. V úplnosti a detailnosti byl překonán až katastry moderní doby.

#### Peníze
Čang chtěl rozšířit nabídku měny, aby se zvýšil blahobyt lidu, ale považoval stříbro za nedostatečný prostředek měny, protože se obával výkyvů jeho dovozů ze zahraničí, které by poškodily ekonomiku. Roku 1576 proto otevřel mincovny v Pekingu a Nankingu a záhy i v Jün-nanu. V metropolích byly odlévány kvalitní mince s obsahem mědi 93,8 %, v provinciích mince měly poněkud nižší obsah mědi, ale vyšší váhu. Výrobou mincí se také pokoušel převzít kontrolu nad měnou od směnárníků. Otevřeny byly mincovny v severních provinciích, kde byly mince v užívání – Šan-si, Šan-tungu a Che-anu, ale i v provinciích, kde běžně nepoužívaly – Šen-si, Ťiang-si, Fu-ťienu a Chu-kuangu. Provinční mincovny byly provozované podnikateli vybranými regionálními úřady a produkovaly mince nevalné kvality.
Výroba minci se ihned setkala s nedostatkem mědi k jejich odlévání a problémy s najímáním kvalifikovaného personálu. Tak v Ťiang-si byla mincovna schopna vyrobit pouze 5 % plánovaného množství mincí. Místní úřady reagovaly rozhodnutím, že platby daní musí být nejméně ze 70 % prováděny v nových mincích a prostřednictvím obchodníků organizovaly dovoz mincí z okolních provincií. Obchodníci ovšem dodávali nekvalitní soukromě (a ilegálně) vyráběné mince. Navíc v Ťiang-si chyběli směnárníci, u kterých by lidé mohli mince získávat. Podobná situace byla ve Fu-ťienu, kde se již silně rozšířilo stříbro. Měnová politika Čangovy vlády byla roztříštěná, úředníci každé provincie postupovali podle vlastního úsudku. Tak v Če-ťiangu se pokusili rozšířit mince k hospodářství převedením platů vojáků na mince, což v Chang-čou roku 1582 vyvolalo jejich povstání; v Ťiang-si zakázali soukromé směnárny, čímž naopak silně zbrzdili šíření nových mincí; několik provincií zakázalo vývoz mincí ze svého území a v jiných provinciích zakázali mince odlité mimo jejich území (v zájmů zisků s úředníky spojených výrobců soukromých mincí). Úřední pokusy o uvedení nových mincí do oběhu jejich prodejem se slevou vedly jen k obohacování směnárníků levně vykupujících mince od úřadů a prodávajících je dál za běžnou tržní cenu. Pokusy některých úřadů o zákaz používání ilegálních soukromých mincí vedly k násilným protestům davů a odvolání zákazů. Třebaže se úředníci snažili podpořit používání nových minci, nebyli schopni jich vyrobit dostatečné množství a významněji je rozšířit mimo hlavní města provincií. Během několika let se proto obyvatelstvo vrátilo ke stříbru a zrnu jako základním prostředkům směny.
Státní výroba mincí – vzhledem k nedostatku mědi – zapříčinila její zdražení o cca 70 % během let 1577–1581, což zpětně zvedlo náklady na výrobu mincí z 0,9–0,98 liangu (37,3 gramu) stříbra na 1000 mincí (oficiálně stojících právě 1 liang) na 1,35 liangu. Roku 1579 Čang uznal, že pokus o prosazení mincí neuspěl. Zatímco mince odlévané v Pekingu trh přijímal, na jihu nadále převažovaly soukromé mince špatné kvality, částečně i kvůli tomu, že stát nebyl schopen pekingské kvalitní mince uvést do oběhu, když jich nemalý díl zůstával jako rezervy ve pokladnicích ministerstva financí a císaře. Nakonec byla roku 1580 uzavřena mincovna v Jün-nanu a roku 1582, po Čangově smrti, jeho nástupci a oponenti kvůli prodělečnosti zrušili většinu ostatních provinčních mincoven. Nadále fungovaly tři v Chu-kuangu, které odlévaly různé mince, což vedlo k rozdělení provincie na několik měnových zón.
Čangovi oponenti obecně tvrdili, že stát by neměl vměšovat do záležitostí trhu a měny a vnucovat lidem měnu, kterou nechtějí. Naopak druhá strana říkala, že i když stříbro slouží jako kapitál a uchovatel hodnot, mince jsou nenahraditelné v roli prostředku směny a jejich výroba, i když ztrátová, přinese oživení ekonomiky a tedy zisk v dlouhodobém výhledu.

#### Vojenství
Čang Ťü-čeng nejenže odmítal tezi, že vojenské záležitosti jsou nevýznamné ve srovnání s civilními, ale odmítal i dominanci civilních hodnostářů nad vojenskými. Na odpovědná místa stavěl schopné vojevůdce jako Čchi Ťi-kuanga, Wang Čchun-kua, Tchan Luna, Liang Meng-lunga a Li Čcheng-lianga. Posílil obranu hranic směsicí obranných i útočných opatření a také otevřením pohraničních trhů, zvláště na severozápadě. Morálka mingských vojsk se tak zvedla na úroveň nevídanou od poloviny 15. století.  Jako zastánce míru s Mongoly odmítl návrh ministra vojenství Tchan Luna na preventivní útok na Mongoly a přikázal veliteli na severní hranici Čchi Ťi-kuangovi udržovat ozbrojený mír. Vzhledem k míru s Mongoly mohla být redukována i pohraniční armáda na severu, přebytečné vojáky poslal zpátky na jejich rodinná hospodářství.
Z Čangových úspěchů vycházela Wan-liho agresivnější vojenská politika. Po Čang Ťü-čengově smrti byli jeho stoupenci odstraněni z úřadů, důstojníky však císař ochránil. Pak zaujali agresivnější postoj ve vztazích s Mongoly, i celkově. Na severní hranici se Wan-li snažil statickou obranu nahradit ofenzivnější taktikou.

### Úmrtí a hodnocení
Čang Ťü-čeng zemřel 9. července 1582. Po smrti byl obviněn z obvyklých přečinů vysokých úředníků – úplatků, života v rozkoši, prosazování nekvalifikovaných straníků, zneužití moci, umlčování kritiků. Záhy bylo odvoláni Čangovi stoupenci mezi úředníky, začátkem roku 1583 byl jeho starý spojenec Feng Pao přeložen do nízké funkce v Nankingu, kde brzy zemřel.
Císař, kterého Čang vedl ke skromnému životu, byl hluboce dotčen jeho životem v přepychu. Dvojí morálka Čang Ťü-čenga ho rozhněvala, na což doplatila celá ministrova rodina, a císař poté s podezřívavostí pohlížel na úředníky vůbec. V dubnu 1584 byl Čang konkubínou Ču Sien-chea († 1582), člena císařského rodu a knížete z Liao, obviněn, že zpronevěřil knížecí majetek. Císař reagoval konfiskací majetku Čang Ťü-čengovy rodiny a sám Čang byl posmrtně zbaven všech titulů a hodností. Nejstarší Čangův syn Čang Ťing-siou se svou manželkou a čtvrtý syn spáchali sebevraždu, deset Čangových potomků zůstalo uvězněno v prázdném rodinném sídle a zemřelo hlady. Konfiskace nevynesla tolik, kolik císař očekával. Zabaveny byly statky, domy v Pekingu i Ťing-čou, ale pouze relativně nevelké množství zlata a stříbra: 2400 liangů (89,5 kg) zlata a 107 700 liangů (4 tuny) stříbra v Pekingu a 200 tisíc liangů (7,5 tuny) stříbra a 110 krabic cenností v Ťing-čou. Nebyly nalezeny žádné umělecké předměty, jako obrazy nebo kaligrafie, přestože byla Čangova sbírka vyhlášená. Důvodem jen částečného úspěchu konfiskace byl těsný vztah velitelů císařské gardy ve vyšívaných uniformách, zejména Liou Šou-joua a Š’ Ťi-šua k Čangovi, kterému vděčili za kariéru; oplátkou roku 1584 pomohli rodině ukrýt část majetku, přičemž nemalý díl skončil v jejich sbírkách.
Čang Ťü-čengovy reformy byly polovičaté – podpořil generála Čchi Ťi-kuanga v nových postupech náboru, výcviku a taktiky, nebyl však schopen je zavést v dalších mingských armádách; shromáždil množství finančních rezerv, nebyl však schopen je investovat nebo jinak využít; získal kontrolu nad státní správou, jeho kontrola však zůstala založená na osobních vztazích a osobní autoritě a neinstitucionalizoval ji. Třebaže císař Wan-li souhlasil s jeho posmrtným odsouzením, převzal mnohé z jeho politických názorů. Sdílel jeho nedůvěru v místní úřady a odpor vůči frakční politice úřednických klik, i zájem o vojenské záležitosti a péči o schopné vojevůdce.
Roku 1622 císař Tchien-čchi Čang Ťü-čenga rehabilitoval.